# Ragnar Westling
Karl Gustav Ragnar Westling, född 3 november 1899 i Katarina församling i Stockholm, död 22 juli 1973 utanför Tahiti, var en svensk kompositör och sångtextförfattare. Han var verksam under ett flertal pseudonymer.
Westling omkom tillsammans med sin hustru Britta när en Boeing 707 störtade i Stilla havet omedelbart efter starten från Tahitis huvudstad Papeete.